# 佐賀ノ海輝一
佐賀ノ海 輝一（さがのうみ てるかず、1945年10月20日 - 1999年10月3日）は、佐賀県佐賀郡諸富町（現在の佐賀市）出身で、近鉄バファローズ所属の元プロ野球選手（投手）、井筒部屋（後に君ヶ濱部屋）所属の元大相撲力士。本名は土師 一男（はじ かずお）。大相撲時代は身長185cm、体重107kg、得意手は左四つ、寄り、上手投げ。最高位は西十両11枚目（1972年7月場所）。土師一夫の四股名でも関取在位がある。

## 来歴・人物
佐賀県立佐賀工業高等学校を経て1964年に近鉄バファローズに入団。2年間在籍するも一軍登板なく退団した。
退団後すぐに力士に転向し、大相撲の井筒部屋に入門して1965年11月場所で初土俵を踏んだ。1970年5月場所に幕下昇進を果たし、1972年7月場所には十両昇進を果たすなど一定の活躍を見せた。この間、1972年3月に師匠であった11代井筒（鶴ヶ嶺）が亡くなり後継者問題で紛糾し、同年7月に部屋付き親方であった君ヶ濱親方（後に14代井筒）が分家独立して君ヶ濱部屋を創設したため、幕内・錦洋とともに君ヶ濱部屋に移籍した。1973年1月場所からは四股名を元の土師に改名し、1975年5月場所では十両再昇進を果たしたが、同年9月場所をもって廃業した。
廃業後は大阪府大阪市内で相撲料理店「土師」を経営し、1999年10月3日に交通事故のため53歳で没した。

## 詳細情報

### 年度別投手成績
- 一軍公式戦出場なし

### 背番号
- 65 （1964年 - 1965年）

## 主な成績
- 通算成績：223勝199敗7休 勝率.528
- 十両成績：9勝21敗 勝率.300
- 現役在位：60場所
- 十両在位：2場所
- 各段優勝：なし

### 場所別成績
| | 一月場所 初場所（東京） | 三月場所 春場所（大阪） | 五月場所 夏場所（東京） | 七月場所 名古屋場所（愛知） | 九月場所 秋場所（東京） | 十一月場所 九州場所（福岡） |
| --- | ----------------------- | ----------------------- | ----------------------- | --------------------------- | ----------------------- | --------------------------- |
| 1965年 （昭和40年） | x                       | x                       | x                       | x                           | x                       | （前相撲）                  |
| 1966年 （昭和41年） | 西序ノ口23枚目 4–3      | 西序二段106枚目 5–2     | 東序二段64枚目 4–3      | 西序二段20枚目 4–3          | 東三段目87枚目 4–3      | 西三段目51枚目 2–5          |
| 1967年 （昭和42年） | 東三段目74枚目 4–3      | 東三段目49枚目 4–3      | 西三段目79枚目 1–6      | 西序二段11枚目 5–2          | 東三段目74枚目 4–3      | 東三段目55枚目 2–5          |
| 1968年 （昭和43年） | 東三段目79枚目 1–6      | 東序二段17枚目 4–3      | 東三段目95枚目 5–2      | 西三段目65枚目 4–3          | 東三段目49枚目 3–4      | 西三段目55枚目 3–4          |
| 1969年 （昭和44年） | 東三段目63枚目 4–3      | 東三段目46枚目 3–4      | 東三段目51枚目 3–4      | 東三段目58枚目 5–2          | 東三段目24枚目 5–2      | 西三段目3枚目 3–4           |
| 1970年 （昭和45年） | 西三段目10枚目 3–4      | 西三段目22枚目 6–1      | 西幕下49枚目 4–3        | 西幕下41枚目 5–2            | 西幕下25枚目 2–5        | 西幕下38枚目 4–3            |
| 1971年 （昭和46年） | 西幕下32枚目 5–2        | 西幕下19枚目 3–4        | 西幕下28枚目 3–4        | 西幕下34枚目 4–3            | 西幕下29枚目 4–3        | 西幕下24枚目 5–2            |
| 1972年 （昭和47年） | 東幕下13枚目 3–4        | 東幕下18枚目 6–1        | 西幕下3枚目 5–2         | 西十両11枚目 3–12           | 東幕下7枚目 3–4         | 東幕下10枚目 3–4            |
| 1973年 （昭和48年） | 西幕下15枚目 4–3        | 西幕下12枚目 5–2        | 西幕下4枚目 2–5         | 西幕下14枚目 3–4            | 西幕下23枚目 3–4        | 西幕下29枚目 3–4            |
| 1974年 （昭和49年） | 西幕下42枚目 4–3        | 西幕下34枚目 6–1        | 東幕下16枚目 4–3        | 西幕下11枚目 4–3            | 西幕下9枚目 4–3         | 東幕下7枚目 5–2             |
| 1975年 （昭和50年） | 東幕下3枚目 6–1         | 東十両12枚目 6–9        | 西幕下2枚目 4–3         | 東幕下筆頭 3–4              | 西幕下4枚目 引退 0–0–7  | x                           |
| 各欄の数字は、「勝ち-負け-休場」を示す。 優勝 引退 休場 十両 幕下 三賞：敢=敢闘賞、殊=殊勲賞、技=技能賞 その他：★=金星 番付階級：幕内 - 十両 - 幕下 - 三段目 - 序二段 - 序ノ口 幕内序列：横綱 - 大関 - 関脇 - 小結 - 前頭（「#数字」は各位内の序列） |                         |                         |                         |                             |                         |                             |

## 改名歴
- 土師 一夫（はじ かずお）1965年11月場所 - 1968年9月場所
- 佐賀ノ海 輝一（さがのうみ てるかず）1968年11月場所 - 1972年11月場所
- 土師 一夫（はじ かずお）1973年1月場所 - 1975年9月場所